# ボイス (テレビドラマ)
『ボイス』（보이스）は、韓国の連続テレビドラマシリーズである。日本では『ボイス〜112の奇跡〜』のタイトルでDVD化、VODでの動画配信が行われている。
シーズン1は2017年1月14日から3月12日まで全16回にわたってOCNで放送。主演はチャン・ヒョクとイ・ハナ。
シーズン2は2018年8月11日から9月16日まで全12回にわたってOCNで放送。主演はイ・ジヌクとイ・ハナ。
シーズン3は2019年5月11日から6月30日まで全16回にわたってOCNで放送。主演はイ・ジヌクとイ・ハナ。
シーズン4は、2021年6月18日から7月31日まで全14回にわたってtvNで放送。出演は、ソン・スンホンとイ・ハナ。
2019年7月期に日本テレビにおいて、『ボイス 110緊急指令室』（ボイス 110きんきゅうしれいしつ）のタイトルでリメイクの上、放送された。主演は唐沢寿明。ヒロインは真木よう子。
2021年7月期には日本テレビにおいて上記の日本版リメイクの続編となる『ボイスII  110緊急指令室』（ボイス ツー 110きんきゅうしれいしつ）が放送。第1シーズンと同じく、主演は唐沢寿明。ヒロインは真木よう子。

## キャスト

### 112通報センター
ム・ジニョク
演 - チャン・ヒョク（シーズン1）
112通報センター緊急出動チームのチーム長。3年前に妻を殺された後は無気力な日々を送る。ある時、ソンウン地方警察庁管轄の112通報センター緊急出動チームの配属指令を受ける。3年前の妻の電話を受け取ったグォンジュがセンター長であると知り、反発しながらもグォンジュの話を聞いてチーム長の要請を引き受ける。
ト・ガンウ
演 - イ・ジヌク（シーズン2 - シーズン3）
112通報センター緊急出動チームのチーム長。3年前に相棒を失った上に、犯人に殺されかけたことによるトラウマで休職中だったが、3年前の事件とチャンチーム長を殺害した犯人が同一犯と直感して、真犯人逮捕に執念を燃やす。
カン・グォンジュ
演 - イ・ハナ（シーズン1 - シーズン4）
112通報センターのトップ。3年前、殺される直前のジニョクの妻からの通報を受け取る。幼い頃の事故が元で、他人には聞こえない微かな音をも聞き取る能力が備わった。3年前の事件でジニョクの妻を殺害した犯人に、刑事であった父を殺害される。助けたい人間が近くにいるのに助けられなかった悔しさからボイスプロファイラーとなった。
シム・デシク
演 - ペク・ソンヒョン（シーズン1、シーズン4）
112通報センター緊急出動チームのメンバー。チーム長のジニョクを慕う。
パク・ジュンギ
演 - キム・ジュンギ（シーズン1 - シーズン4）
112通報センター緊急出動チームのメンバー。ソンウン地方警察庁の強力1チームに所属している。
ク・グァンス
演 - ソン・ブゴン（シーズン1 - シーズン4）
112通報センター緊急出動チームのメンバー。ソンウン地方警察庁の強力1チームに所属している。
オ・ヒョノ
演 - イェソン（SUPER JUNIOR）（シーズン1）
112通報センター分析チームのメンバー。ホワイトハッカー（セキュリティ専門家）として活動している。
チン・ソユル
演 - キム・ウソク（シーズン2 - シーズン3）
112通報センター分析チームのメンバー。ホワイトハッカー（セキュリティ専門家）として活動している。
パク・ウンス
演 - ソン・ウンソ（シーズン1 - シーズン4）
112通報センター分析チームのメンバー。5ヶ国語を操る才女で、飲食店を経営している祖母と妹と一緒に暮らしている。
チョン・サンピル
演 - クォン・ヒョンジュン（シーズン1）
112通報センター分析チームのメンバー。グォンジュの右腕。

### ソンウン地方警察庁
チャン・ギョンハク
演 - イ・ヘヨン（シーズン1 - シーズン2）
強力係所属の刑事で係長。捜査方針を巡って、ジニョクとは何かと対立する。
ペ・ビョンゴン
演 - チョ・ヨンジン（シーズン1）
庁長。
ナ・ホンス
演　- ユ・スンモク（シーズン2　- シーズン3）
強行犯係長。以前はグォンジュと対立していた。

### LAPD（ロサンゼルス市警）
デリック・チョ
演　- ソン・スンホン（シーズン4）
アメリカ出身の刑事。完璧主義者。チームを引き連れて、捜査のために韓国に訪れた。

### その他
パク・ウンビョル
演 - ハン・ボベ（シーズン1）
ウンスの妹。ある日、突然拉致される。
ファン・ギョンイル
演 – イ・ジュスン（シーズン1）
ウンビョルの友人で教師。拉致されたウンビョルを心配する。
ナム・サンテ
演 - キム・レハ（シーズン1）
「いい友 人材派遣」代表。脚の状態が芳しくないようで、踵を引きずりながら歩いている。また、顎を鳴らしながら話すという妙な癖がある。
モ・ギボム
演 - イ・ドギョン（シーズン1）
ソンウン通運の会長。小さなバス会社から財閥へと発展させた実力者。
モ・テグ（シーズン1）
演 - キム・ジェウク（シーズン1）
ソンウン通運の社長でギボムの息子。アイビー・リーグの大学を卒業したエリート。
パン・ジェス
演　- クォン・ユル（シーズン2　- シーズン3）
憎しみや怒りを利用して、人々を洗脳させる猟奇殺人犯。人体収集を趣味としている。
クァク・ドッキ
演　- アン・セハ（シーズン2　- シーズン3）
ガンウに情報提供していた詐欺師。実はジェスの仲間。

## スタッフ
- 脚本 - マ・ジンウォン[11]
- 演出 - キム・ホンソン（『ボイス』）、イ・スンヨン（『ボイス2』）、ナム・ギフン[11]（『ボイス3』）

## リメイクテレビドラマ
『ボイス 110緊急指令室』（ボイス 110きんきゅうしれいしつ）のタイトルで、2019年7月13日から9月21日まで日本テレビ「土曜ドラマ」で放送された。韓国のドラマ『Voice』が原作で、警察署の緊急指令室を舞台に、愛する人を同じ暴漢によって失った刑事と女性ボイスプロファイラーが犯罪被害者からの110番通報に対して迅速に対応していく姿を描く。主演は唐沢寿明。
2021年7月10日からは続編となる『ボイスII 110緊急指令室』（ボイス ツー 110きんきゅうしれいしつ）が放送されている。主演は前作から引き続き唐沢寿明が務める。唐沢にとっては、自身が主演を務める連続ドラマでは初の続編作品となる。なお、本作ではタイトルの「ボイス」にかけ、人気声優が毎話登場する。